# 노스롭 그루먼 X-47B

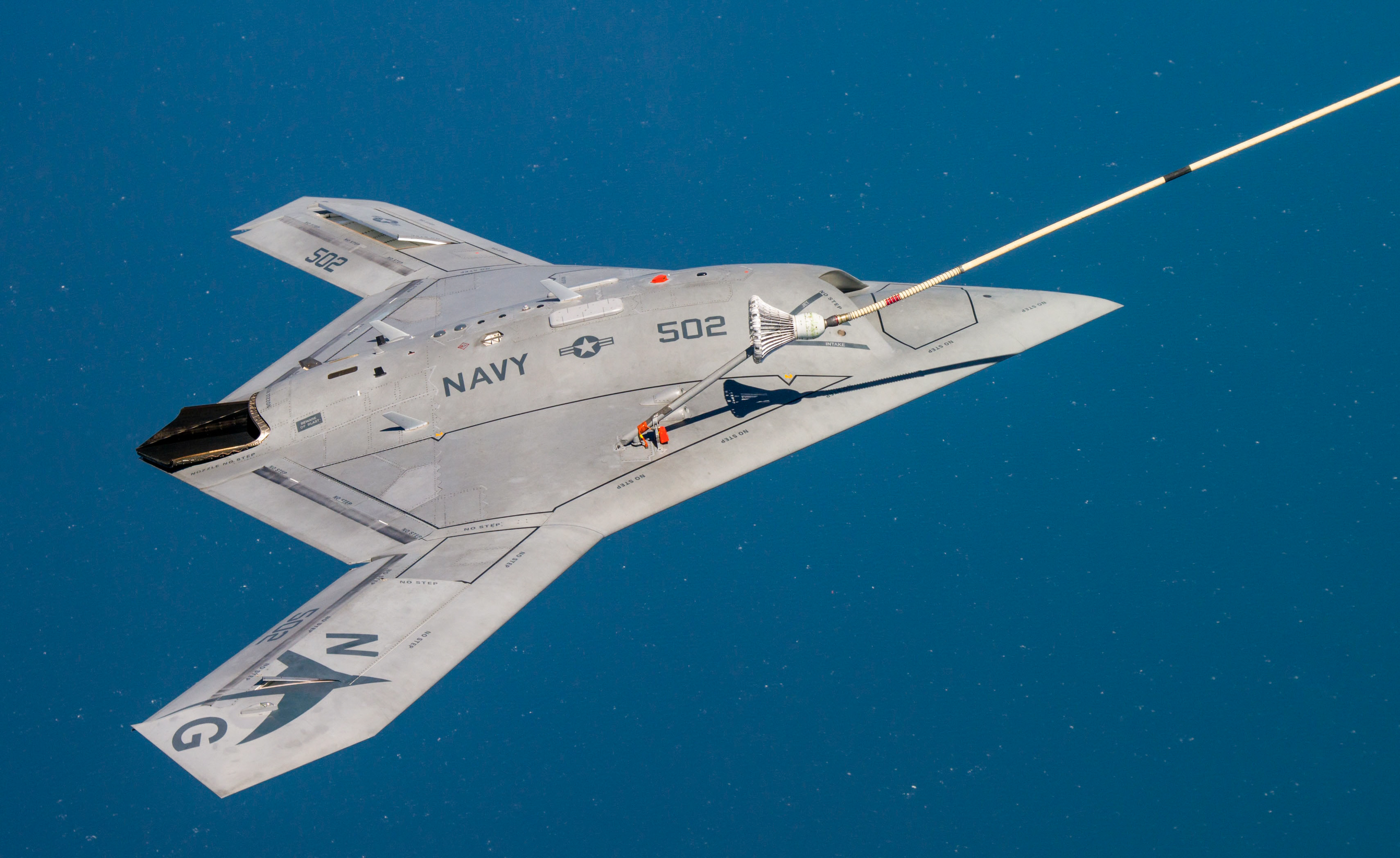
공중급유중인 X-47B

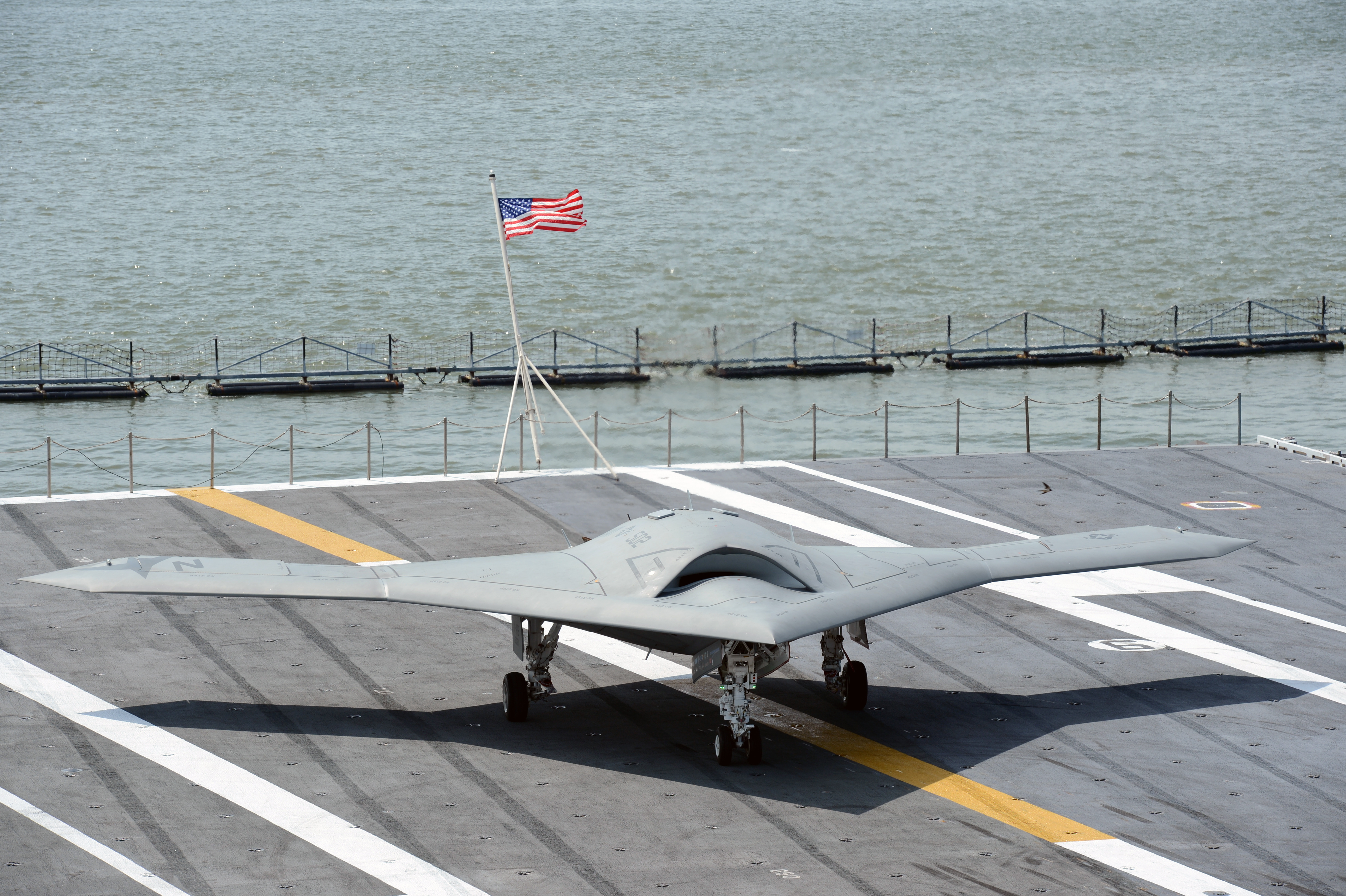
2013년 항공모함에서 이륙준비중인 X-47B

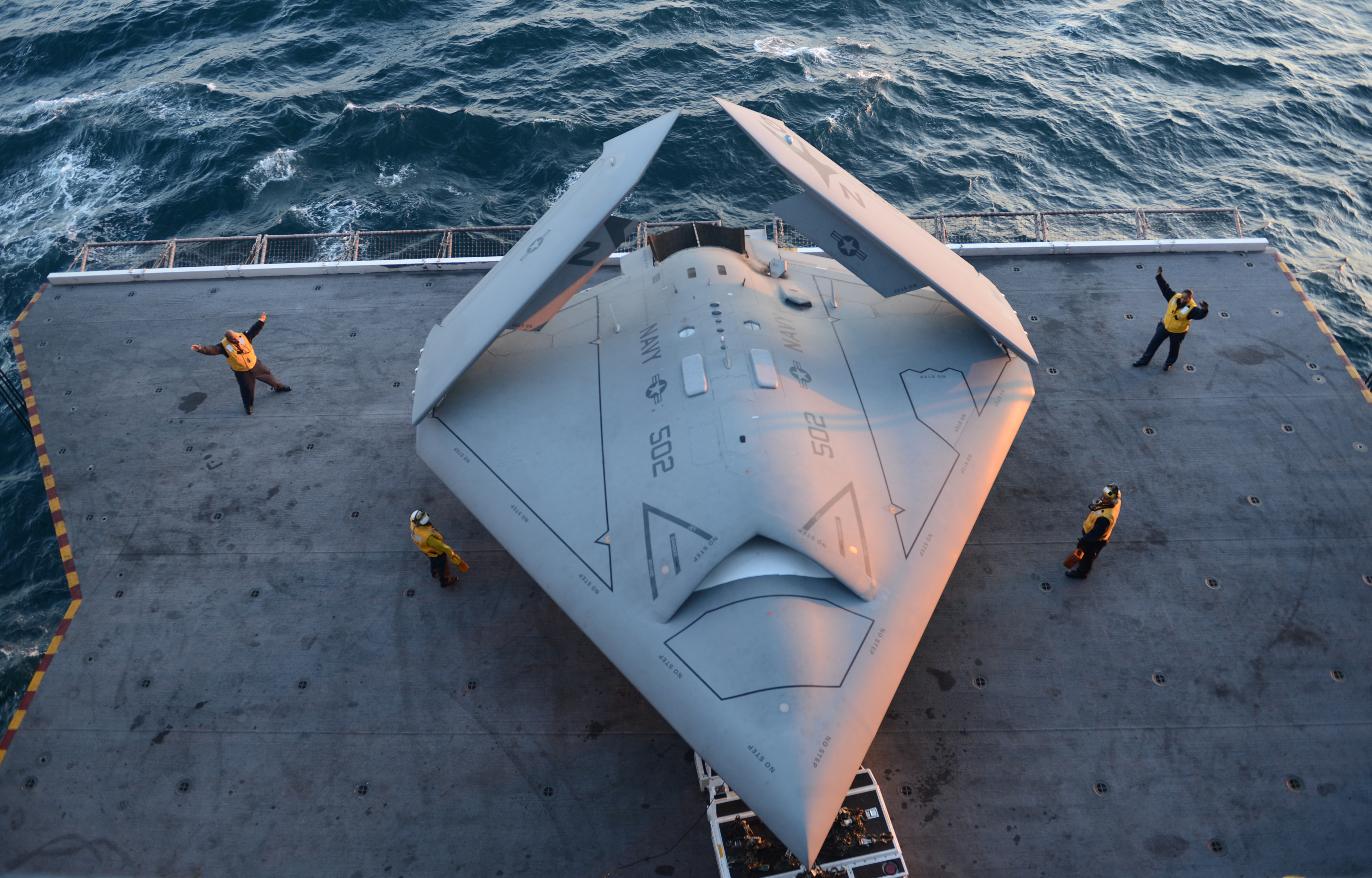
항공모함 탑재를 위해 날개가 접힌 X-47B

노스롭 X-47B는 항공모함용 무인전투기이다. 최대이륙중량 2.5톤인 노스롭 X-47A를 최대이륙중량 20톤으로 확장했다. 보다 대형인 노스롭 X-47C로 확장될 계획이다.

## 역사
2013년 5월 14일 항공모함에서 이륙에 성공한 X-47B는 7년 간 15억 달러(약 1조 6700억원)가 투입돼 개발 됐다. 순항거리 3900 km이며 한번 급유로 6시간 동안 비행한다.

## 엔진
F-16 전투기와 동일한 프랫 앤 휘트니 F100-220U 터보펜 엔진을 1개 사용한다. 최대이륙중량도 20톤으로 동일하다. 그러나 최대무장량은 2톤으로, 7.7톤인 F-16 보다 훨씬 적다. 미국은 최대무장량 4톤의 X-47C를 개발중이다.

## 독도함
한국은 독도함에 X-47B와 같은 무인공격기를 배치한다는 계획은 없지만, 당초 독도함은 길이 14 m, 최대이륙중량 14톤 AV-8B 해리어 II 전투기 탑재가 가능하게 고려되었다. X-47B는 최대이륙중량 20톤으로 AV-8B 해리어 II 보다 무겁지만, 길이 11 m로 더 크기가 작다. 영국, 프랑스, 러시아, 중국, 인도 등이 최대이륙중량 7톤에서 20톤에, 외양은 X-47B와 같거나 비슷한, 삼각날개 스텔스 무인공격기를 개발중이다.
F-35 스텔스 전투기의 내부무장창은 2개이며, 3,000 파운드 (1,360 kg)의 폭탄을 장착할 수 있다. X-47B 스텔스 무인공격기의 내부무장창은 2개이며, 4,500 파운드 (2,000 kg)의 폭탄을 장착할 수 있다. F-35 보다 내부 폭탄 장착량이 많다.

## 제원 (X-47B)
일반 특성
- 승무원: 무인
- 길이: 38.2 ft (11.63 m)
- 날개폭:
  - 펼침: 62.1 ft (18.92 m)
  - 접힘: 30.9 ft (9.41 m)
- 높이: 10.4 ft (3.10 m)
- 경하중량: 14,000 lb (6,350 kg)
- 최대이륙중량: 44,567 lb (20,215 kg)
- 엔진: 1× 프랫 앤 휘트니 F100-220U 터보펜

성능
- 최대속도: 아음속(마하 0.9정도)
- 순항속도: 마하 0.45이상
- 항속거리: 2,100 해리 이상 (3,889+ km)
- 상승한도: 40,000 ft (12,190 m)

무장
- 내부무장창 2개
- 최대무장량 4,500 lb (2,000 kg)

항공전자장비
- 전자광학 카메라, 적외선 카메라(EO/IR)
- 합성개구레이다(SAR/ISAR/GMTI/MMTI)
- 전자전(ESM) 장비

## 같이 보기
- 다소 뉴론
- 미코얀 스카트